# Potočník vzpřímený
Potočník vzpřímený (Berula erecta) je v České republice poměrně málo se vyskytující vlhkomilná rostlina průměrně půl metru vysoká s bílým okoličnatým květenstvím. Je to jediný druh rodu potočník, patřícího do čeledi miříkovitých.

## Výskyt
Tato rostlina se vyskytuje téměř v celé Evropě kde je centrum jejího rozšíření, dále je zaznamenána v oblastí Kavkazu, v Malé, Střední a jihozápadní Asii, v Číně i na indickém subkontinentu. Roste také v Severní a Střední Americe. V Česku vyrůstá roztroušeně, lze ji spatřit hlavně na jihu severních Čech a ve střední a jižní Moravě, je vázána na planární a kolinní polohy.
Pro svůj zdárný růst potřebuje tento helofyt až hygrofyt podmáčená nebo přímo bahnitá stanoviště s humózním nebo písčitým podkladem, je ale tolerantní k vysychání a zasolení, snáší eutrofní vody. Nejčastěji roste ve vodách stojících nebo jen málo proudících, například u břehů rybníků a pomalu tekoucích odvodňovací kanálů, někdy bývá i dominantním druhem pobřežních porostů v dolních úsecích malých vodních toků.

## Popis
Vytrvalá rostlina s článkovaným výběžkatým oddenkem, kterým je ukotvena v bahně, z kterého vyrůstá až přes 0,5 m vysoká lodyha jenž bývá přímá nebo vystoupavá, rozvětvená, dutá, na průřezu oblá a po povrchu jemně rýhovaná. Lodyha je porostlá lichozpeřenými listy rozdílnými dle toho, zda jsou převážně submerzní nebo emerzní. Nečetné pod hladinou ponořené listy jsou trojitě až čtyřnásobně zpeřené a mají lístky úzce čárkované. Listy rostoucí nad hladinou jsou jednoduše zpeřené, mívají obvykle 4 až 9 párů přisedlých lístků podlouhle kopinatých až vejčitých a po obvodě nepravidelně pilovitých, jsou tmavozelené a lesklé a 1,5 až 5 cm dlouhé a 1 až 2,5 cm široké. Směrem vzhůru se listy zmenšují.
Protistojně listu vyrůstá složený, krátce stopkatý složený okolík, mívající v průměru 4 až 6 cm, tvořený 10 až 20 okolíčky. Okolík mívá obal nejčastěji složený ze 3 až 6 podlouhlých nebo kopinatých listenů dlouhých 5 až 20 mm. Okolíčky, velké 2 až 3 cm, s nestejně dlouhými stopkami, mají obalíčky tvořené listeny 5 až 8 mm dlouhými a mívají 10 až 20 oboupohlavných, pětičetných květů. Jejich drobné kališní lístky jsou šídlovité, bílé korunní lístky asi 1 mm dlouhé jsou v obrysu srdčité a na vrcholu mírně vykrojené. Čnělka je dlouhá asi jako korunní lístky, někdy mívají květy ve středech okolíčků 2 až 3 čnělky. Potočník kvete v červnu až srpnu.
Plodem jsou téměř kulovité, dlouze stopkaté, sivohnědé dvounažky velké asi 2 mm. Bývají z boku zmáčknuté, na každé polovině mají pět niťovitých žeber a na vrcholu pět znatelných zoubků po kališních lístcích.

## Ohrožení
V ČR se počet stanovišť příznivých pro růst potočníku stále snižuje. Je to způsobeno především rozsáhlou meliorací, odvodňování terénních sníženin nebo napřimováním říčních koryt. "Červeným seznamem cévnatých rostlin České republiky" je proto považován za druh téměř ohrožený který je nutno dále sledovat (C4a).

## Taxonomie
Někdy bývá potočník vzpřímený dělen do dvou poddruhů:
- Berula erecta erecta
- Berula erecta thunbergii (DC.) B. L. Burtt[9]

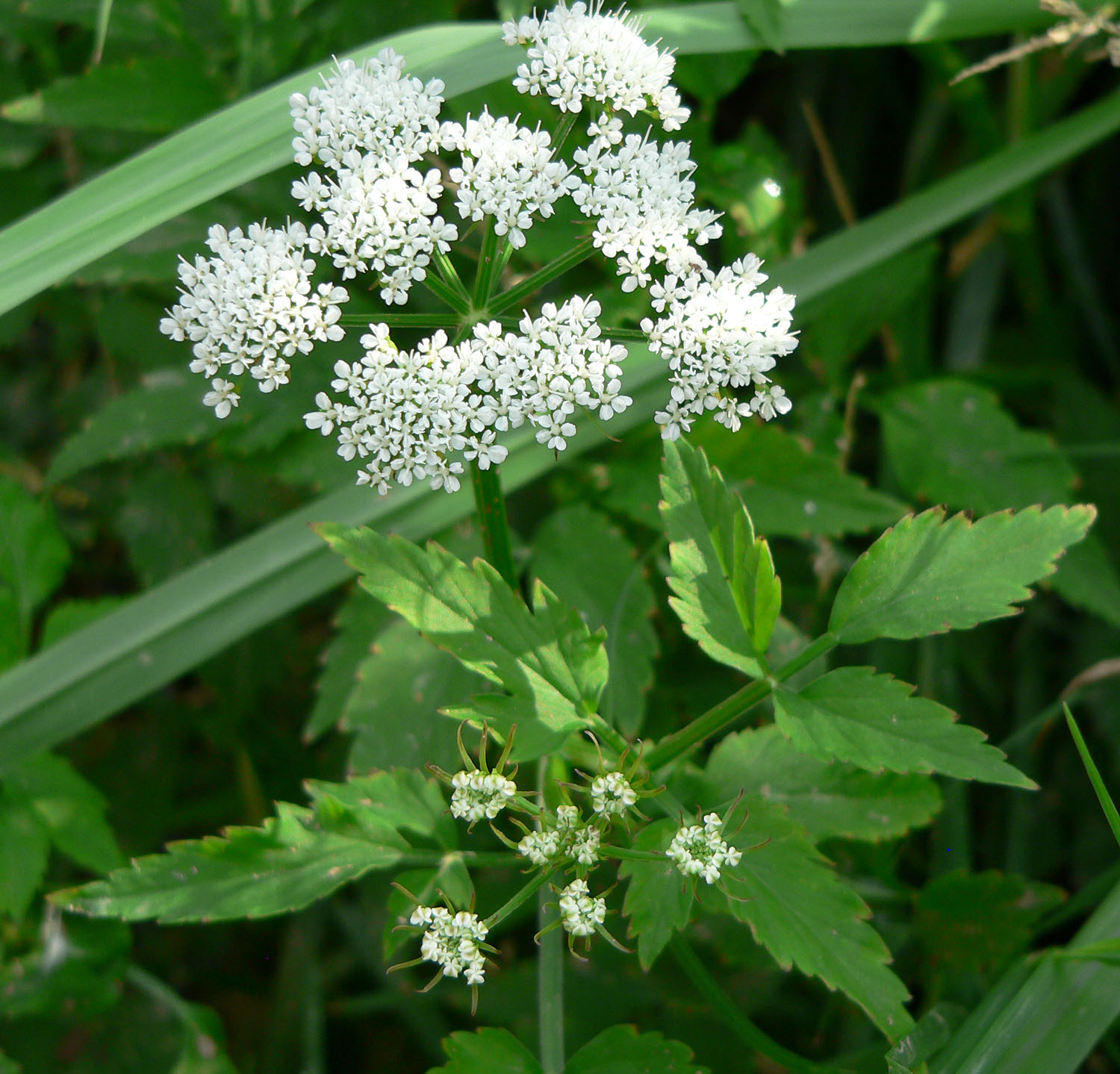
Okolík a list
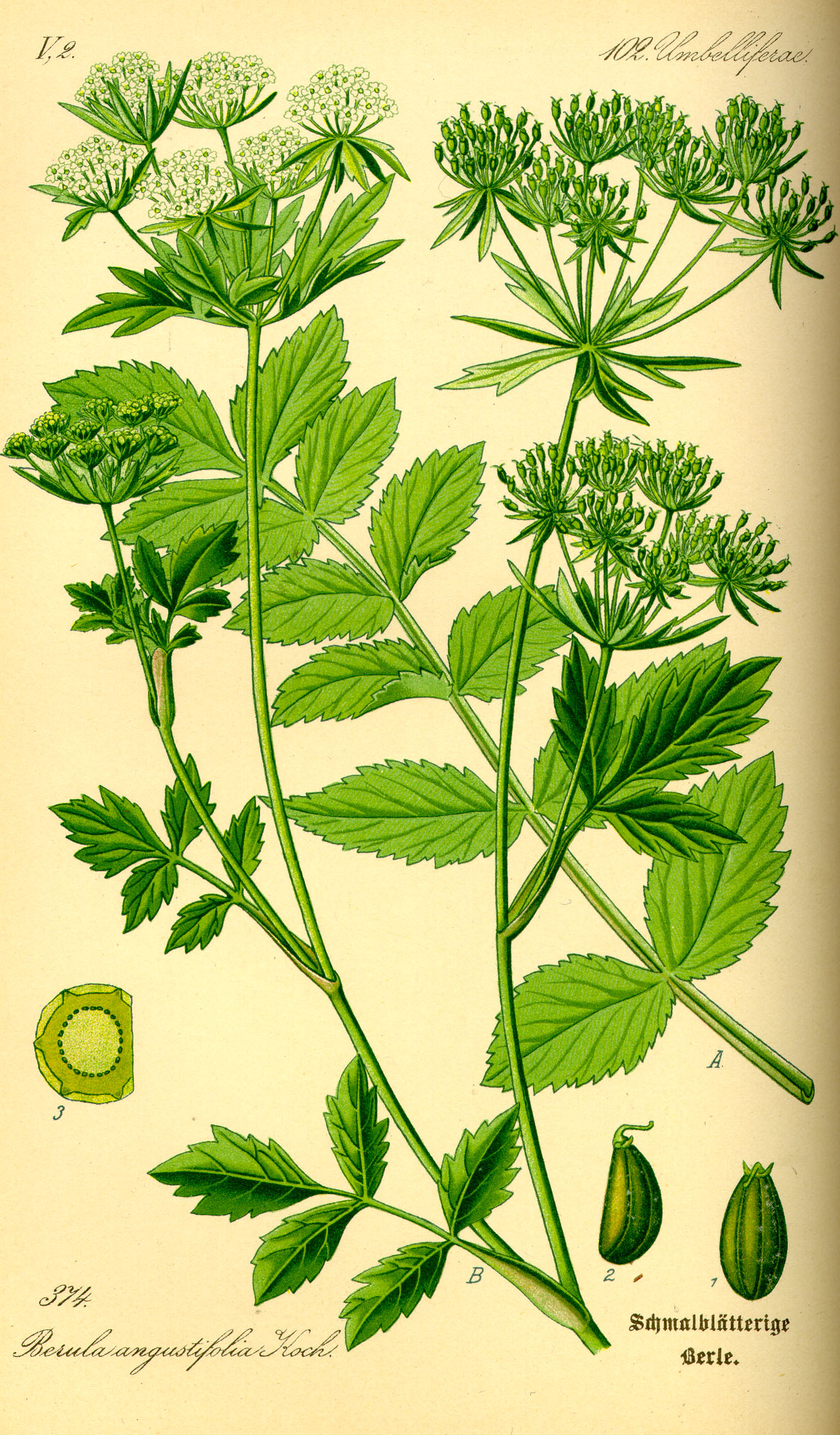
Nákres rostliny